# Adlocutio
 (septembre 2020).

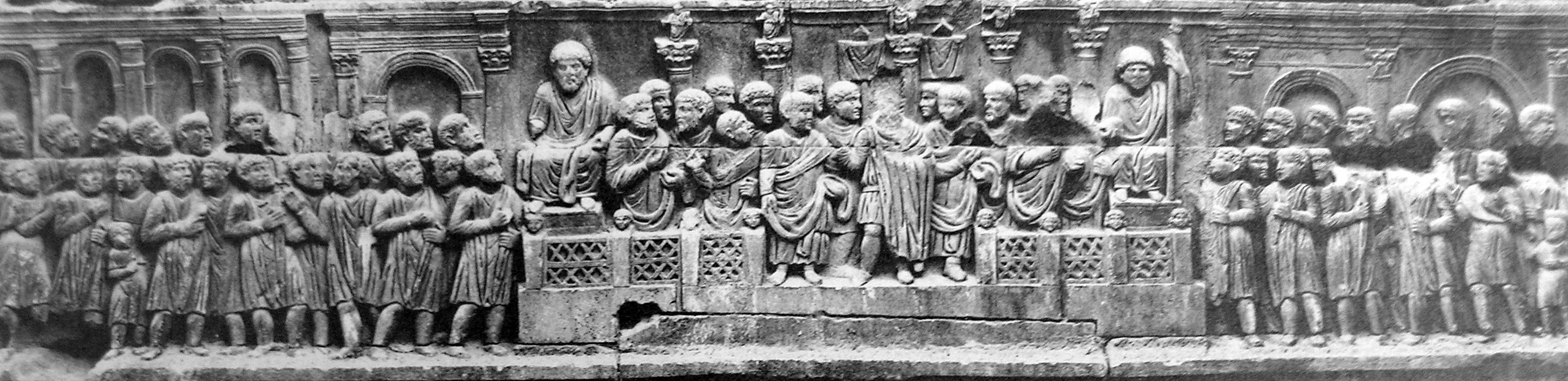
Relief de l'arc de Constantin à Rome représentant un adlocutio impérial.

Dans la Rome antique, l'adlocutio (adlocutiones au pluriel) était la coutume de faire un discours formel aux troupes, tenu par les consuls républicains, par les empereurs ou leurs généraux, tant pendant la période républicaine que la période impériale. Il était généralement destiné aux armées déployées, pour les encourager avant une bataille ou au début d'une campagne militaire. Cette cérémonie pourrait également être célébrée lorsqu'un empereur a adopté son successeur, comme cela s'est produit dans le cas de Nerva avec Trajan.
Des exemples d'adlocutiones sont représentés dans divers thèmes monétaires, ainsi que dans divers monuments, tels que la colonne de Trajan, la colonne de Marc Aurèle, l'arc de Septime Sévère, l'arc de Constantin et dans l'une des métopes de la frise du Trophaeum Traiani de Adamklissi ; la statue équestre de Marc Aurèle, située dans les musées du Capitole à Rome, représente l'empereur en acte d'adlocutio.